# 高貴奇脂鯉
高貴奇脂鯉，為輻鰭魚綱脂鯉目脂鯉亞目脂鯉科奇脂鯉屬的其中一個種。分布於南美洲Aguaytia及Pachitea河流域，體長可達5公分，棲息在底中層水域，生活習性不明。